# Evangelische Wochen
Die Evangelischen Wochen in den Jahren 1935, 1936 und 1937 waren Höhepunkte des geistlichen Lebens der Bekennenden Kirche in der Zeit des Nationalsozialismus in Deutschland. Sie entwickelten sich aus den Akademikertagungen der Deutschen Christlichen Studentenvereinigung (DCSV) und wurden 1938 von der Geheimen Staatspolizei (Gestapo) unter Berufung auf den § 1 der Verordnung des Reichspräsidenten zum Schutz von Volk und Staat vom 28. Februar 1933 „im Interesse der öffentlichen Ruhe und Ordnung sowie des religiösen Friedens“ im Einverständnis mit dem Reichskirchenminister verboten.

## Entstehung und Zielsetzung
Im Zusammenwirken zwischen der vorläufigen Leitung der Bekennenden Kirche und der Leitung des Altfreunde-Verbandes der DCSV wurde 1935 eine Beratende Kammer für Akademiker-Arbeit gebildet, bei der die entscheidenden Anregungen von Eberhard Müller kamen. Als Mitglieder gehörten dieser Kammer an: Paul Humburg als Dezernent der Vorläufigen Kirchenleitung der Deutschen Evangelischen Kirche (DEK); Reinold von Thadden als Vorsitzender; Studentenpfarrer Otto Fricke, Frankfurt am Main; Hans Thimme, Bad Oeynhausen; Präses Franz Irmer, Berlin; Oberkirchenrat Wilhelm Pressel, Stuttgart; Landgerichtsrat Meyer, Berlin (Justizministerium); Emil Sörensen, Dresden; Eberhard Müller als Schriftführer; Rechtsanwalt Eberhard Fiedler, Berlin; Kurt Frör, Nürnberg.
Daraus entwickelte sich der Reichsausschuß der Evangelischen Wochen, „um der Kirche durch volksmissionarische Arbeit unter den Gebildeten zu dienen. Durch die Pflege des zentralen missionarischen Anliegens wollen die Evangelischen Wochen vor allem das geistliche Leben der Bekennenden Gemeinden stärken ... Diesem Ziel dienen die möglichst jährlich stattfindende Deutsche Evangelische Woche, sowie kleinere, in den einzelnen Provinzen, Städten und Landkreisen stattfindende Veranstaltungen ähnlichen Charakters.“ Den Vorsitz übernahm der rheinische Präses Paul Humburg, sein Stellvertreter wurde Reinold von Thadden. Eberhard Müller, der Generalsekretär der DCSV, stellte sich als geschäftsführender Generalsekretär dem Reichsausschuss zur Verfügung. In einer Zeit, in der die antichristliche Propaganda des Nationalsozialismus immer stärker zu spüren war und Verwirrung und Unsicherheit sich ausbreiteten, sollte auf den Evangelischen Wochen das evangelische Zeugnis in „biblisch-reformatorischer Klarheit und erwecklicher Kraft dem Menschen der Gegenwart mit seinen konkreten Fragen“ angeboten werden.
Vielversprechend war von Anfang an die gegenseitige Durchdringung evangelistisch-biblizistischer und reformatorisch geprägter Frömmigkeit bei den Männern, die als Vortragende während der Evangelischen Wochen auftraten. Dabei konnten in der kirchlichen Öffentlichkeit die Anstöße der Luther-Renaissance und der dialektischen Theologie fruchtbar werden, die einen theologischen Klimawandel hervorgerufen hatten, in Verbindung mit dem lebendigen Erbe eines neuen Biblizismus, wie er von Martin Kähler ausgegangen war. Man war von dem Bewusstsein durchdrungen, den durch den Kirchenkampf angefochtenen Menschen neue und verstehbare Antworten auf ihre Fragen zu geben, wie sie in dieser Klarheit und Ausführlichkeit innerhalb der normalen Sonntagsverkündigung nicht möglich waren.
Dabei zielte man besonders auf die Gebildeten. So hieß es in einem Rundschreiben des Reichsausschusses vom 14. Januar 1936: „Diese Veranstaltungen sind keine Unternehmen mit kulturpolitischer Zielsetzung, sondern wollen die christliche Botschaft in Lehre und Verkündigung in die Welt der Gebildeten tragen, um in ihr das Verantwortungsbewußtsein für die Kirche wachzurufen.“

## Die Evangelischen Wochen 1935–1937

### 1935
Den Auftakt bildete die erste Deutsche Evangelische Woche in Hannover vom 26. bis 30. August 1935, die einen glänzenden Verlauf nahm und überraschend stark besucht war. Man war sich bewusst, dass man auf Widerspruch der „Deutschen Christen“ stoßen würde. Doch verlief die großangelegte Propaganda für die Woche durch Tagungsprogramme, die auch den kirchlichen Zeitschriften beigelegt wurden, ohne besondere Zwischenfälle. Auch stieß man nicht auf eine offizielle Missfallenskundgebung seitens der nationalsozialistischen Regierung. Die Stadthalle von Hannover wurde freilich nicht zur Verfügung gestellt, so dass die Tagung in der Marktkirche und in der Neustädter Kirche abgehalten wurde. Es fanden sich 4000 Teilnehmer aus ganz Deutschland ein.
Die fünf Themen Die Predigt des Wortes Gottes; Das Bekenntnis von der Kirche; Die Bezeugung Gottes in der Kirche; Die christliche Botschaft im Leben des Volkes; Der Mensch vor Gott wurden durch Theophil Wurm, Paul Humburg, Karl Koch, Otto Riethmüller, Simon Schöffel, Hanns Lilje, August Marahrens, Willem Adolf Visser ’t Hooft, Karl Immanuel Immer, Hans Dannenbaum, Ernst Verwiebe, Hans Asmussen, Martin Haug, Friedrich Meinzolt, Martin Niemöller, Walter Künneth, Heinrich Rendtorff und Reinold von Thadden abgehandelt.

### 1936
Die zweite Evangelische Woche fand vom 1.–5. Januar 1936 in der Hamburger St. Petri-Kirche statt. Mit den aktuellen Vortragsthemen wandte man sich auch hier vorwiegend an die gebildeten Glieder der Kirche. Man referierte u. a. über Die natürliche Gebundenheit des Menschen (Karl Stoevesandt, Bremen); über Vererbung, Krankheit und Schuld (Werner Villinger, Bethel), um sich gegen den rassisch bedingten primitiven Biologismus der nationalsozialistischen Weltanschauung deutlich abzugrenzen. Theologische Grundsatzreferate über brennende Probleme wie Die biblische Lehre von der Erbsünde (Paul Althaus, Erlangen); Die Bindung des einzelnen an Staat und Kirche (Franz Irmer, Berlin); Kirche und Volk in der Missionserfahrung der Gegenwart (Walter Freytag, Hamburg); Die Möglichkeit christlicher Erziehung (Hans Asmussen, Bad Oeynhausen); Christus und die junge Generation (Manfred Müller, Stuttgart); Der Anteil der Kirche an dem Werk der Erziehung (Friedrich Delekat, Dresden); Der Angriff der Christusbotschaft (Martin Niemöller, Berlin); Recht und Amt der Laien in der Kirche (Reinold von Thadden) kamen hinzu.
Fast gleichzeitig wurde in der Leipziger Thomaskirche eine Evangelische Woche für Sachsen mit einem ähnlichen Programm durchgeführt. Es folgten Evangelische Wochen in Essen, Breslau, Stettin, Königsberg und Danzig. Hier stellten sich auch noch Paul Humburg, Karl Heim, Helmuth Schreiner, Hanns Lilje u. a. als Referenten zur Verfügung.
In Leipzig wurden bis 2000 Teilnehmer gezählt. Der Eröffnungsgottesdienst, den Hans Meiser hielt, war überfüllt. In Breslau wuchs die Teilnehmerzahl von 1000 Dauergästen abends bis auf 3000. In Stettin betrug die feste Teilnehmerzahl 650, die Bibelarbeit wurde meist von 700 bis 800 Teilnehmern besucht, der Nachmittags- und Abendbesuch stieg bis zu 2000. Die Evangelische Woche fand in ganz Pommern ein unerwartetes Echo.
In Königsberg wurden bis 2000 Besucher gezählt. Hierbei wurden einige grundsätzliche Linien neu herausgestellt: Die Singearbeit soll gut vorbereitet werden. Gemeinsame lockere Veranstaltungen sind anzustreben in der Form eines Ausfluges, der Besichtigung einer Anstalt oder als geselliges Beisammensein. Dringlich ist ein einheitliches Gesamtthema für die Evangelische Woche, die Stoffauswahl muss eingeschränkt werden. „Der Dreiklang der Tagung (Verkündigung – Zeugnis – Lehre) muß gut herausgearbeitet und jeder Redner auf seinen Typus festgelegt werden. Der Gesamtcharakter der Vorträge muß sich darin zeigen, daß die Verkündigung auf Gegenwartsfragen bezogen ist, sie darf niemals ohne ein angriffiges Element sein, muß also eine höhere Einheit von Apologetik und Evangelisation darstellen.“
In einem undatierten Bericht vom Herbst 1936 heißt es: „In zwei Bezirken arbeiten seit einigen Wochen hauptamtliche Sekretäre der Evangelischen Woche ... In mehreren Städten sind Evangelische Abendwochen in Vorbereitung, die vor allem ... berufstätige Menschen erfassen wollen ... Die finanziellen Zuschüsse fließen aus den Mitgliedsbeiträgen des Vereins zur Förderung der Deutschen Evangelischen Wochen. Wir haben im Laufe des ersten Jahres insgesamt 1,1 Mill. Programme verbreitet, davon wurden über 100 000 in adressierten Umschlägen versandt.“
Der Dienst der Evangelischen Wochen hatte auch weiterhin ein erstaunliches Echo und schien für einige Zeit ungefährdet. In Wien veranstaltete die Evangelisch-theologische Fakultät eine Evangelische Woche, der sich sogar der Rundfunk mit der Übertragung eines Vortrages zur Verfügung stellte.
Die große Reichsveranstaltung der Deutschen Evangelischen Woche vom 24.–29. Juli 1936 in Stuttgart bildete einen Höhepunkt. Fast 3600 Teilnehmer aus ganz Deutschland hatten sich eingefunden. Gäste kamen aus Österreich, England und den nordischen Staaten. Grüße und Wünsche ausländischer Kirchenführer, z. B. von dem schwedischen Erzbischof Eidem, den englischen Erzbischöfen von Canterbury und York, dem Lordbischof von Chichester bewiesen eine ökumenische Verbundenheit mit der bedrängten evangelischen Christenheit in Deutschland. Die Stifts- und Hospitalkirche waren immer voll, oft übervoll, und manchmal wurde eine Übertragung nach der Leonhardskirche erforderlich.
Als Leitgedanke stand über der Tagung das Thema Der Gott der Wahrheit. Die Eröffnungsgottesdienste hielten Theophil Wurm und Karl Koch. Die tägliche Bibelarbeit hatten Friedrich von Bodelschwingh und Paul Humburg übernommen. Es sprachen u. a. Karl Hartenstein, Basel; Walter Freytag, Hamburg; die Professoren Helmuth Schreiner, Rostock; Julius Schniewind, Kiel; Otto Procksch, Erlangen; Adolf Köberle, Basel; Wilhelm Vischer, Basel; Jakob Kroeker, Wernigerode; Udo Smidt; Wilhelm Busch, Essen; Hanns Lilje, Berlin; Julius Schieder, Nürnberg u. a. Die Woche war so aufgebaut, dass morgens biblische und theologische Vorträge stattfanden, nachmittags Berichte aus den Gemeinden erfolgten und abends Gemeindevorträge in einer Art öffentlicher Kundgebung geboten wurden.
Evangelische Wochen fanden im Jahre 1936 u. a. auch in Rostock, Frankfurt am Main, in Essen, Siegen, Flensburg und Berlin statt. Dabei tauchen die Namen folgender Referenten auf: Wolfgang Trillhaas; Hans Asmussen; Eduard Putz, Fürth; Wilhelm Brandt, Bethel; Martin Pörksen, Breklum; Wilhelm Halfmann, Kiel; Volkmar Herntrich, Bethel; Heinrich Rendtorff, Stettin; Wolfgang Staemmler, Magdeburg; Otto Dibelius; Walter Künneth; Thomas Breit, München; Hans Joachim Iwand, Königsberg; Keyßer, Neuendettelsau; Georg Merz, Bethel; D. Knak, Berlin; Sörensen, Dresden; Hans Bardtke, Borsdorf; Albrecht Oepke, Leipzig; Helmut Kern, Nürnberg; Martin Haug, Stuttgart.

### 1937
Anfang des Jahres 1937 traten die Gegenkräfte auf den Plan. Die erste Probe davon bekam der Reichsausschuss der Evangelischen Woche im Januar 1937 mit dem Verbot der Evangelischen Woche in Erfurt und Bremen zu verspüren. Die Geheime Staatspolizei berief sich auf „§ 1 der Verordnung des Reichspräsidenten vom 28. Februar 1933 zum Schutze von Volk und Staat im Interesse der öffentlichen Ruhe und Ordnung sowie des religiösen Friedens“ und handelte dabei im Einverständnis mit dem Reichskirchenminister. Das Verbot wurde von dem Staatssekretär Hermann Muhs im Reichskirchenministerium veranlasst und galt nicht einzelnen Rednern, sondern war gegen die Arbeit der Evangelischen Wochen insgesamt gerichtet.
Doch konnten im gleichen Monat Januar noch die Evangelischen Wochen in Nürnberg, Dortmund, Magdeburg, Schneidemühl, Frankfurt am Main, Heidelberg, Kreuznach und Tübingen durchgeführt werden.
Erstaunlicherweise konnten auch noch Ende März/Anfang April zwei eindrucksvolle Evangelische Wochen in Kassel mit 12 000 Besuchern und in Darmstadt stattfinden. Auf beiden Vortragsreihen sprach der Generalsekretär des Weltkirchenrates Visser't Hooft, Genf, wobei es besonders in Darmstadt recht dramatisch zuging.
Die Evangelische Woche vom 31. März bis 4. April in Darmstadt war zunächst genehmigt worden. Doch dann sollten die Vorträge verboten werden, die Bibelstunden blieben erlaubt. Der Vorbereitungsausschuss der Evangelischen Woche beschloss, das Verbot nicht zu befolgen. Die Gemeinde sollte nach den Bibelstunden aufgefordert werden, in der Kirche zu bleiben, um die Vorträge anzuhören. Da sich unter den Rednern auch der Generalsekretär des Weltkirchenrates Dr. Visser't Hooft, befand, fühlte sich die Staatspolizeileitung gehemmt. Am zweiten Tage versuchte die Gestapo, die Redner am Betreten der Kirche zu hindern. Doch gelang es diesen, teilweise durch die Fenster in die Kirche zu gelangen. Am dritten Tag griff die Gestapo hart ein. P. Wilhelm Busch wurde nach seinem Vortrag verhaftet und aus der Stadt verwiesen. Da er dieser Aufforderung nicht nachkam, wurde er mit anderen leitenden Pfarrern festgehalten. Schließlich wurde die Pauluskirche polizeilich gesperrt. Die Verhafteten wurden Ende der Woche wieder freigelassen. Auch Bischof Wurm wurde am Abhalten des Sonntagsgottesdienstes gehindert, doch konnte er im Saal der Stadtmission zu Darmstadt noch predigen. Pfarrer Wintermann predigte in der Schlosskirche. Von seiner nachträglichen Verhaftung sah man ab, weil der Schlosshof voller Menschen war.
Einen letzten Nachhall bildete die dritte Deutsche Evangelische Woche vom 27. Juli bis 1. August 1937 in Dresden. Auch sie wurde kurzfristig verboten. Interessanterweise geschah das durch den Reichsstatthalter und Gauleiter von Sachsen, Mutschmann, der sich hier gegen den Willen der Gestapo durchzusetzen wusste. Die letzte große Deutsche Evangelische Woche fand aber doch statt. Mit Hilfe der Deutschen Reichsbahn, bei der ohne Angabe des Zwecks Sonderzüge nach Görlitz bestellt waren, wurde sie in diese schlesische Stadt umgelegt. Die Teilnehmer waren bei ihrer Ankunft im Tagungsbüro in Dresden davon verständigt worden. Etwa 1000 Personen benutzten den Sonderzug am ersten und dritten Tag. Für den zweiten und vierten Tag erhielten die 1000 Dauerteilnehmer im Zug persönliche Einladungen in Dresdner Familien zu brüderlichen Gesprächen über die gehörten Vorträge. So wurde es möglich, in ungefähr 70 Gruppen ungestört zusammenzukommen. Am fünften und letzten Tag vereinigten sich die 1000 Teilnehmer auf einer Sonderfahrt, die auf einem Elbdampfer nach der Sächsischen Schweiz stattfand. Trotz aller Hindernisse wurde das angekündigte Generalthema „Jesus Christus, Heiland und Herr“ durchgeführt. Auch hier waren bekannte und bewährte Redner gerufen worden wie Reinold von Thadden, Günter Dehn, Franz Lau, Heinrich Vogel, Hermann Barth, Wilhelm Busch, Hugo Hahn, Julius Schniewind, August Knorr, Hans Asmussen, Hanns Lilje, Kurt Dietrich Schmidt, W. A. Visser't Hooft und Missionar Bernhard Schiele.

## Verbot und Nachwirkungen
1938 erfolgte das staatspolitische Verbot der Evangelischen Wochen, nachdem bereits in der zweiten Hälfte des Jahres 1937 sich die Schwierigkeiten so vermehrt hatten, dass die Evangelischen Wochen in den bescheidenen Rahmen lokaler Veranstaltungen herabgedrückt worden waren. Man behalf sich zuletzt mit Evangelischen Tagen wie z. B. in Dessau und Chemnitz und mit wenigen Referenten, bis auch diese Möglichkeiten im Zuge der staatlichen „Entkonfessionalisierung des öffentlichen Lebens“ unterdrückt wurden.
Nach einem Jahr klugen Abwartens hat dann die Württembergische Landeskirche im Jahre 1939 die Evangelischen Tage wieder aufgenommen. Mehrere Tübinger Theologieprofessoren stellten sich zur Verfügung. In dichter Folge fanden die „Tage“ in Freudenstadt, Calw, Reutlingen, Tuttlingen, Ebingen, Ulm, Heidenheim, Göppingen, Nürtingen, Eßlingen, Bad Cannstatt, Backnang, Schwäbisch Hall, Heilbronn statt. Erreicht wurden durchschnittlich 1000 und mehr Teilnehmer. In Stuttgart nannte man sie Kirchliche Tage der Stille und Besinnung, die in der stets gefüllten Stiftskirche in gewissen Abständen durchgeführt und nach Ausbruch des Krieges fortgesetzt wurden.
Die Evangelischen Wochen blieben unvergessen. Als nach 1945 der Schrecken des Nationalsozialismus vorbei war, wurden seit 1947 wieder Evangelische Wochen veranstaltet: zuerst 1947 in Flensburg, dann 1948 in Frankfurt am Main und 1949 in Hannover. Diese Evangelischen Wochen mit stark missionarischem Gepräge bildeten das Grundmuster des Deutschen Evangelischen Kirchentages, der dann in den fünfziger Jahren eine nie geahnte Wirkung in der Öffentlichkeit erreichte. Gewiss haben bei der Entstehung des Kirchentages auch persönliche Überlegungen und Pläne des ersten Präsidenten Reinold von Thadden eine wesentliche Rolle gespielt. Dennoch ist nicht von der Hand zu weisen, dass die Evangelische Woche während der Zeit des Kirchenkampfes die wichtigste Vorläuferin des Kirchentages darstellt.
Der Generalsekretär der Deutschen Evangelischen Woche in der Zeit zwischen 1935 und 1938, Eberhard Müller, wurde Direktor der ersten Evangelischen Akademie in Deutschland, die in Bad Boll gegründet wurde und mit ihrem modernen Arbeitsstil bahnbrechend wirkte. Auch in diese Arbeit münden Ströme aus der DCSV, aus der Apologetischen Centrale und aus der Volksmission, wie sie bereits die Evangelischen Wochen prägten. Nicht von ungefähr stammt die Mehrzahl der verantwortlichen Mitarbeiter sowohl in den Evangelischen Akademien als auch beim Kirchentag aus diesen Arbeitsbereichen.

## Ertrag der Evangelischen Wochen
Und der Ertrag dieser Wochen? Dazu bemerkt Eberhard Müller in einem undatierten Rundschreiben:
„Die bisherige Arbeit der Evangelischen Wochen beweist, daß hier ein richtiger Weg eingeschritten wird. Nicht nur die im Vergleich zu früheren Zeiten geradezu erstaunliche Teilnehmerzahl dieser Wochen (Hannover 4000, Hamburg 2000, Essen 1600), sondern auch die Art der Zusammensetzung der Teilnehmer beweist, daß hier weite z. T. der Kirche ziemlich entfremdete Kreise erfaßt werden. Vor allem können wir eine erstaunlich große Beteiligung unserer gebildeten Männerwelt beobachten ... Es will in heutiger Zeit schon etwas bedeuten, wenn sich Menschen unaufgefordert zur Mitarbeit melden ... Wir hatten bisher nie Mangel an Mitarbeitern da, wo einmal deutlich geworden war, was wir wollen. Wir haben aber auch nie Mangel an Aufgaben, die zu bewältigen sind, denn das Ziel, das uns gesteckt ist, die Mitwirkung am Bau lebendiger und denkender christlicher Gemeinden, ist so ungeheuer weit, daß es niemals völlig erreicht werden kann.
Die Evangelischen Wochen richten sich aber keinesfalls nur an Akademiker, und der Akademiker will heute nicht als Akademiker, sondern als Glied der Kirche angesprochen sein, und außerdem gibt es sehr viele Nichtakademiker, die an den unserer Kirche aufgegebenen Denkfragen sehr viel mehr mitzuarbeiten in der Lage sind, als selbst Angehörige der sogenannten geistig-wissenschaftlichen Berufe.
Die Evangelische Woche richtet sich also an einen Ausschnitt der Kirche. Sie sind kein allgemeines Evangelisationsunternehmen. Trotzdem bieten sie nicht akademische Vorlesungen, sondern dienen der Klärung der großen unserer Kirche aufgegebenen Glaubens- und Lebensfragen ... Ein Neubau der Kirche kann nur so geschehen, daß die Kirche aufgebaut wird auf den tragenden Kreis eines Gemeindekerns ...“